# Aromas
Aromas – miejscowość i gmina we Francji, w regionie Burgundia-Franche-Comté, w departamencie Jura. W 2013 roku populacja gminy wynosiła 575 mieszkańców. 
1 stycznia 2017 roku połączono dwie wcześniejsze gminy: Aromas oraz Villeneuve-lès-Charnod. Siedzibą nowej gminy została miejscowość Aromas, a gmina przyjęła jej nazwę. 